# Cetate (Bistrița-Năsăud)
Cetate ist eine etwa 2500 Einwohner zählende rumänische Gemeinde im Kreis Bistrița-Năsăud in Siebenbürgen. Cetate besteht aus den Dörfern Orheiu Bistriței (deutsch Burghalle, siebenbürgisch-sächsisch: Bürichhaaln, ungarisch Óvárhely, 594 Einwohner), Petriș (Petersdorf, Petres, 1164 Ew.) und Satu Nou (Oberneudorf, Felsőszászújfalu, 742 Ew.). 

## Geographie
Cetate liegt in den Ausläufern der siebenbürgischen Hochebene am Rand der Karpaten rund 10 km südöstlich der Stadt Bistrița.
Die höchste Erhebung misst 1501 m, der Nordwesten ist hügelig. 
Es herrscht mäßig kontinentales Klima mit einer Jahresdurchschnittstemperatur von 5 bis 6 Grad, mit Maxima im Juli und Minima im Januar.
Die Vegetation in unteren Lagen besteht vorwiegend aus Laubwald (Eiche, Buche, Hainbuche, Hasel), über 1200 m Höhe überwiegen Fichte und Tanne.
In der Tierwelt finden sich die typischen Karpatenbewohner Hirsch, Wildschwein, Wolf, Fuchs, Auerhahn u. a.

## Kultur und Bevölkerung
In den 6 Schulen der Gemeinde wurden 2002 95 Vorschüler, 352 Schüler der Klassen I-VIII und 19 der Klasse IX gezählt. Ein gutes Fünftel der Einwohnerschaft (537) sind Roma. In jedem der drei Dörfer befindet sich eine orthodoxe Kirche, zwei von ihnen stehen unter Denkmalschutz.
Jährlich findet auf dem Areal des eingemeindeten Dorfes Petriș das Gemeindefest Laleaua pestriță („Schachblumenfest“) am 3. Sonntag im Monat Mai statt. Nach der Blütezeit der Schachblume, etwa zwischen dem 10. April bis 5. Mai, wird in dem einst von Siebenbürger Sachsen angelegten Eichenwald, von den Einheimischen genannt Pădurea de Șes (etwa 8 Hektar), das Gemeindefest abgehalten. Da das Gemeindefest aber nicht nur außerhalb des „Schachblumenareals“ stattfindet, ist dieses Liliengewächs hier gefährdet.